# Mohamed Said Adan
Mohamed Said, född 10 januari 2000, är en svensk fotbollsspelare som spelar för Landvetter IS.

## Klubbkarriär
Mohamed Said kom till Sverige från Somalia som ensamkommande flyktingbarn när han var 14 år gammal. Efter att ha bosatt sig på ett ungdomsboende i Mölndal började han spela med Kållereds SK:s pojklag. Via en kort sejour i Gais hamnade han i Örgryte IS som 16-åring.

### Örgryte IS
Året efter att Mohamed Said skrivit på för Örgryte IS fick han debutera i seniorlaget. I 3-0-segern mot Syrianska FC den 10 september 2017 fick Said göra sitt första inhopp i Superettan, och därmed blev han första 2000-talist att representera Örgryte IS i seriespel.
I hans andra framträdande blev han sedan stor kvalhjälte. Efter att Örgryte IS kommit på 13:e plats i Superettan tvingades de kvala sig kvar. Det första kvalmötet mot Mjällby AIF hade slutat i en 1-2-förlust och Örgryte IS låg under med 0-1 i returen när Said byttes in i den 58:e minuten. Han svarade då för två mål och tog dubbelmötet till förlängning. Väl där kunde anfallskamraten Hakeem Araba göra 3-1 och skjuta kvar Örgryte IS i Superettan.
Trots kvalsuccén blev det bara ett inhopp i Superettan under våren 2018.

### Utlandssejour
Sommaren 2018 blev det klart att Mohamed Said skulle lämna Örgryte IS för spel i italienska Serie A-klubben Empoli, där han kom att inleda med spel i klubbens Primaveralag. Bara ett halvår efter flytten till Italien valde Empoli att låna ut Said till den vitryska toppklubben Dinamo Brest.
Tiden i Dinamo Brest inleddes med att Said fick vara med om att vinna den vitryska supercupen, även om han inte fick någon speltid i matchen. Vid sommaruppehållet löpte låneavtalet ut, utan att han fått debutera i Dinamo Brest.

### Örgryte IS
Ett år efter att han lämnat Örgryte IS stod det klart att Mohamed Said skulle återvända från Empoli, då han presenterades i halvtid av hemmamötet med Halmstads BK den 6 augusti 2019. En av förklaringarna till flytten tillbaka till Sverige var hans förhoppning att få återförenas med sin familj.
Den 3 november 2019, i säsongens sista match, fick Said begå sin startdebut i mötet med Norrby IF. Han stod då för ett mål i matchen som slutade 4-4. I premiärmatchen av Superettan 2021 råkade Said ut för en kprsbandsskada, vilket gjorde att han missade resten av säsongen. I december 2021 förlängde Örgryte Saids kontrakt fram till den 30 juni 2022 medan han rehabiliterade sig från knäskadan. I juni 2022 lämnade han sedan klubben.

### Ahlafors IF och Sävedalens IF
I februari 2023 skrev Said på för Ettan Södra-klubben Ahlafors IF. I augusti 2024 gick han till division 2-klubben Sävedalens IF.

## Landslagskarriär
Tre år efter att Mohamed Said kommit till Sverige, bara veckor efter att han blivit medborgare i landet, blev han uttagen till sin första landslagssamling med P00-landslaget.
Det efterföljande året gjorde han sina två enda P19-landskamper, då han fanns med i kvalet till U19-EM 2019.

## Privat
Mohamed Said föddes och växte upp i krigshärjade Garowe i Puntland. I början av tonåren flydde han tillsammans med sin morbror från hemlandet, men medan morbrodern valde att stanna i Italien fortsatte Said ensam till Sverige dit han kom som ensamkommande flyktingbarn i april 2014.
Hans familj lämnade därefter även de Somalia och Said har vid flera tillfällen berättat om sin längtan efter att få återförenas med sin mamma och syster, som bor i ett flyktingläger i Etiopien.

## Karriärstatistik
| Klubb              | Säsong             | Liga                       | Liga    | Liga | Nationell cup | Nationell cup | Övrigt  | Övrigt | Totalt  | Totalt |
| Klubb              | Säsong             | Division                   | Matcher | Mål  | Matcher       | Mål           | Matcher | Mål    | Matcher | Mål    |
| ------------------ | ------------------ | -------------------------- | ------- | ---- | ------------- | ------------- | ------- | ------ | ------- | ------ |
| Örgryte IS         | 2017               | Superettan                 | 1       | 0    | 0             | 0             | 1       | 2      | 2       | 2      |
| Örgryte IS         | 2018               | Superettan                 | 1       | 0    | 0             | 0             | —       | —      | 0       | 0      |
| Örgryte IS         | Totalt             | Totalt                     | 2       | 0    | 0             | 0             | 1       | 2      | 3       | 2      |
| Empoli             | 2018/2019          | Serie A                    | 0       | 0    | 0             | 0             | —       | —      | 0       | 0      |
| Dinamo Brest (lån) | 2019               | Vyssjaja Liga              | 0       | 0    | 0             | 0             | —       | —      | 0       | 0      |
| Örgryte IS         | 2019               | Superettan                 | 3       | 1    | 1             | 0             | —       | —      | 4       | 1      |
| Örgryte IS         | 2020               | Superettan                 | 22      | 2    | 4             | 0             | —       | —      | 26      | 2      |
| Örgryte IS         | 2021               | Superettan                 | 1       | 0    | 0             | 0             | —       | —      | 1       | 0      |
| Örgryte IS         | Totalt             | Totalt                     | 26      | 3    | 5             | 0             | —       | —      | 31      | 3      |
| Ahlafors IF        | 2023               | Ettan Södra                | 10      | 0    | 1             | 0             | —       | —      | 11      | 0      |
| Sävedalens IF      | 2024               | Division 2 Västra Götaland | 6       | 1    | 0             | 0             | —       | —      | 6       | 1      |
| Totalt i karriären | Totalt i karriären | Totalt i karriären         | 44      | 4    | 6             | 0             | 1       | 2      | 51      | 6      |

1. ↑  Nedflyttningskvalmatch mot Mjällby AIF.[18]

## Meriter
Dinamo Brest
- Vitryska supercupen (1): 2019